# Суэд, Эсра
Эсра Суэд (исп. Ezra Sued; 7 июня 1923, Буэнос-Айрес, Аргентина — 21 августа 2011) — аргентинский футболист, известный по своим выступлениям за клуб «Расинг».

## Карьера
Всю свою карьеру провел в юниорском и основных составах клуба «Расинг» (Авельянеда), в составе которого выиграл национальный чемпионат. В составе сборной Аргентины провел шесть игр, забив два гола в играх на чемпионатах Южной Америки.